# Mariam Budia
Mariam Budia, née le 14 mars 1970 à Logroño, La Rioja, Espagne), est une écrivaine et chercheuse espagnole créatrice de la théorie du Teatro del desarraigo (Théâtre du déracinement).

## Biographie
Budia est docteur enlLittérature hispanique au sein du programme « Théorie, histoire et pratique du théâtre » de l'université d'Alcalá. Elle est licenciée en art dramatique de l'Académie royale supérieure d'art dramatique de Madrid (RESAD), et diplômée d'honneur en musique du Conservatoire professionnel de musique de La Rioja. Depuis 2000 elle est membre de MENSA Espagne, Mensa International.
Professeur de différentes institutions, Budia est un professeur de littérature à l'université de Corée (Excellent Teaching Award 2011), a été professeur invité à l'université d'études étrangères de Kōbe (au Japon) de 2004 à 2006. Elle a organisé la célébration du 4e centenaire du Don Quichotte avec le parrainage de l'ambassade d'Espagne à Tokyo et Baltasar Gracián Fondation. Ce fut lors de son séjour au Japon qu’elle a écrit La mujer Sakura, une œuvre qui reflète l’esthétique nippone à partir de sa propre théorie dramatique.
Son travail de chercheur l’a amenée à collaborer au sein du groupe de recherche GIAE de l'université d'Alcalá. En 2007, elle a été en résidence au « Centre d'art Marnay Art Centre » (CAMAC), pour développer son projet de recherche « Personnage déraciné theatrical research » avec le parrainage de la Fondation Ténot dans la discipline de création littéraire.
Mariam Budia est journaliste à Estrella Digital, écrit des œuvres dramatiques, des articles de recherche et des récits pour la radio. Budia est membre du jury du concours littéraire national « Con el mismo papel ».
Dans sa jeunesse, elle fit partie du groupe de théâtre amateur « Teatro Pobre » (Théâtre Pauvre), dirigé par Fernando Gil avec l’acteur Javier Cámara.
Elle apparut pour la première fois comme actrice à Antena 3TV en 1992, année durant laquelle elle fonda également la compagnie théâtrale madrilène « Factoría Teatro » avec d’autres compagnons de l’Atelier de la 4e année de la RESAD. Comme actrice, elle a travaillé, entre autres dans Todo al diablo, Una pareja perfecta, Corazón de cine, Sueño de una noche de verano.

## Œuvre
Œuvre dramatique publiée en plusieurs volumes :
- Teatro del desarraigo (1)  (ISBN 978-84-245-1038-1), Fundamentos S.L.[13].
  - Al soslayo
  - Carlaño
- Teatro del desarraigo (2),  (ISBN 978-84-245-1065-7), Fundamentos S.L.[13]
  - La mujer Sakura
  - Cancán del Moulin
- Teatro del desarraigo (3),  (ISBN 978-1-59754-382-8), Libros en Red  (ISBN 978-1-59754-372-9) (.lit) LER [13]
  - No hay prisa
  - Aniversario en 8235 caracteres con espacios
  - Prohibido autolesionarse
- Historias del comediante fiel,  (ISBN 978-84-946246-0-5), Asfoli[13].
- Antología de comedia y humor, (Budia, et al.)  (ISBN 978-84-16107-32-2), Ediciones Irreverentes[14].
- El tamaño no importa V, (Budia, et al.)  (ISBN 978-84-96837-25-6), Asociación Autores de Teatro[15].

Monologue
- Sr. Dóberman[16].
- No hay prisa[17].
- La chocolatina[18].
- Condición Personal[19].
- ¿Dentro del matrimonio?[20].
- Cerrad las ventanas[21].

Pièces de théâtre publiées par Biblioteca Virtual Miguel de Cervantes :
Œuvre narrative
- La noche de las luces
- Tres muchachas de Oriente
- La primera lección
- El batallón de limpieza
- La paciente

## Recherche
- (es) Sobre Núa o de cómo franquear los límites de la ortodoxia dramática, Leer Teatro, n.4, Madrid: AAT, 2014[23].  (ISSN 2174-1018)
- (es) Aproximación a los elementos formales y filosóficos de "Dragón", obra inconclusa de García Lorca, Estudios Hispánicos, n. 60, Séoul: ACH, 2011[24].  (ISSN 1738-2130)
- (es) "Comedia sin título" de García Lorca: ensayo dramatizado para una didáctica inconclusa The Korean Journal of Hispanic Studies, Séoul, 2010[25].  (ISSN 2092-4984)
- (es) Aproximación a las “estrategias creativas” en "Así que pasen cinco años": tiempo absoluto y subconsciente, Teatro (Revista de Estudios Escénicos) no 21, Ateneo de Madrid - Université d'Alcalá de Henares , 2007, p. 73–90[26].  (ISSN 1132-2233)
- (es) Más allá del desarraigo, La Ratonera, revista asturiana de teatro no 22[27].  (ISSN 1578-2530)